# Mugil galapagensis
Mugil galapagensis är en fiskart som beskrevs av Ebeling, 1961. Mugil galapagensis ingår i släktet Mugil och familjen multfiskar. Inga underarter finns listade i Catalogue of Life.